# Joan Triadú i Font
Joan Triadú i Font (Ribes de Freser, Ripollès, 30 de juliol de 1921 - Barcelona, 30 de setembre de 2010) fou un escriptor, crític literari i pedagog català. Activista cultural i resistent antifranquista, va participar en molts projectes culturals catalans significatius del segle xx com la revista Serra d'Or, la revista Ariel, el diari Avui o Òmnium Cultural. Fou pioner dels cursos de català en la postguerra. En la faceta de pedagog, fou director general de la Institució Cultural del CIC, entitat que creà l'Escola Thau Barcelona l'any 1963 i l'Escola Thau Sant Cugat l'any 1996. El 2021 se celebrà l'Any Joan Triadú en commemoració del centenari del seu naixement.

## Biografia

### Formació

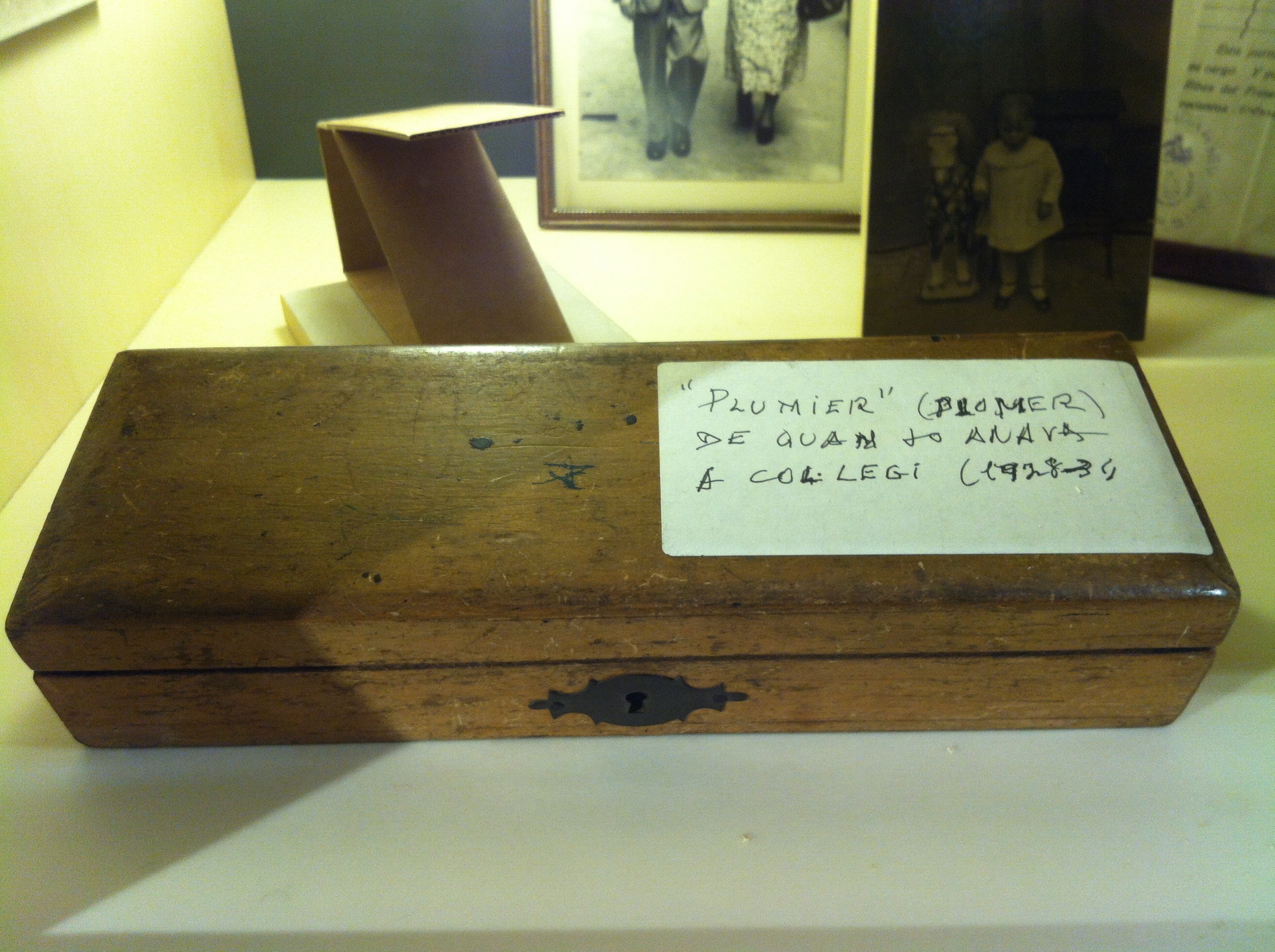
Plumier de Triadú

Nascut en una família obrera de Ribes de Freser, estudià la primària i el batxillerat a Barcelona el 1937 i posteriorment fou habilitat com a mestre a través d'un curset accelerat convocat per la Generalitat per tal d'atendre les necessitats d'escolarització d'infants que la marxa de mestres al front de guerra i l'allau de refugiats havia provocat. Superada aquesta prova es presentà a l'examen obligatori de català i obtingué el títol de professor de català de mans de Pompeu Fabra. Ràpidament, el gener de 1938, fou nomenat mestre interí de primària per la Generalitat de Catalunya i destinat al Grup Escolar Ferrer i Guàrdia, de Granollers, on exercí fins al final de la guerra.
Acabat el conflicte, les noves autoritats no reconegueren els títols acadèmics donats durant la guerra i Joan Triadú hagué d'examinar-se de nou de tot el batxillerat durant l'any 1939. Al nou curs 1939-1940 pogué entrar a la Universitat de Barcelona, on va estudiar filologia clàssica. També assistí als Estudis Universitaris Catalans. Acabada la carrera el juny de 1942 se li declarà amb tota la virulència una tuberculosi latent que obligà a operar-lo i a seguir un llarg procés de convalescència, primer a Barcelona i des de juny de 1943 a Cantonigròs. Aquest període l'aprofità per a realitzar gran quantitat de lectures i altres activitats. El concurs literari que organitzà va arribar fins a les 25 edicions anuals consecutives.
Retornat a Barcelona l'any 1945, després d'un període de treballar com a professor a diverses escoles i institucions, pogué marxar a Anglaterra on fou lector de català a la Universitat de Liverpool entre 1948 i 1950.

### Crític literari
Abans de marxar a Anglaterra, l'any 1946 fou un dels fundadors de la revista Ariel on començà la seva tasca com a crític literari. La revista es publicà de forma clandestina fins al 1951, quan fou suspesa per les autoritats.
Tornat d'Anglaterra, la seva tasca com a crític prengué un nou gir l'any 1951 amb la publicació d'una Antologia de la poesia catalana 1900-1950 i una Antologia de contistes catalans, que resultaren polèmiques per la selecció d'autors i els comentaris crítics que hi abocà. Carles Riba hi ocupa un lloc destacat. El 1953 publicà a Oxford una Anthology of Catalan lyric poetry, amb una extensa introducció que el mateix any publicà refeta a Panorama de la poesia catalana.
El poeta Carles Fages de Climent en ser exclòs per Triadú d'aquesta darrera antologia - a causa, segons sembla, del sectarisme de Triadú envers el conservadorisme de Fages -, va dedicar-li aquest epigrama:
| «                         | Aquest pobre Triadú que per triar no té do si quan tria, tria dur, es que és un mal triador | » |
| — Carles Fages de Climent |                                                                                             |   |

L'escriptor Tomàs Roig i Llop, gran amic de Fages, ofereix però, una altra versió d'aquest cèlebre epigrama:
| «                   | Diu que el senyor Triadú que per triar no té do com que és un mal triador quasi sempre tria dur | » |
| — Tomàs Roig i Llop |                                                                                                 |   |

Posteriorment continuà desenvolupant la faceta de crític de la literatura a les revistes, Forja, Pont Blau, Vida Nova, Serra d'Or, al diari Avui i en diverses publicacions locals, comarcals i d'entitats.

### Promotor cultural
Durant la seva convalescència, l'any 1944 fundà, juntament amb Jordi Parcerisas, el Concurs Parroquial de Poesia de Cantonigròs, sota l'empara del bisbat de Vic i amb la complicitat del rector de la parròquia de Sant Roc de Cantonigròs, especialment mossèn Josep Cruells i Rodellas des de 1963. Per aquest certamen passaren les principals personalitats de les lletres catalanes i suposà una excel·lent plataforma per a la continuïtat de la tasca pública dels escriptors consagrats i el descobriment de nous valors.
El 1954 fou un dels fundadors de l'Agrupació Dramàtica de Barcelona.
A partir de 1969 fou l'artífex de la transformació del Concurs de Poesia de Cantonigròs en les Festes Populars de Cultura Pompeu Fabra, que es desenvoluparen fins a l'any 1993.
La seva preocupació per la llengua el portà a desenvolupar una gran activitat com a professor de català i a interessar-se cada cop més per la formació de professors de la llengua i la literatura catalanes. Per aquest motiu el 1961 posà en marxa la Junta Assessora per als Estudis de Català (JAEC). Membre d'Òmnium Cultural des de 1962, entitat de la qual fou molts anys el secretari general tècnic, complementà la tasca de la JAEC amb la fundació de la Delegació d'Ensenyament Català (DEC), l'any 1965. Des d'Òmnium Cultural, també participà en la gestació i organització del Premi Sant Jordi de novel·la i el Premi d'Honor de les Lletres Catalanes. Un cop recuperada la Generalitat de Catalunya fou membre del Consell d'Ensenyament i Cultura i president de la Junta Permanent de Català.
Una altra tasca en la qual destacà fou en el seu suport als Jocs Florals de la Llengua Catalana a l'exili. Participà en diverses edicions, una de les quals, la de Ginebra de l'any 1972, li suposà la imposició d'una forta multa governativa per les autoritats espanyoles.

### Pedagog
Ja durant la carrera universitària començà a donar classes a diverses escoles i institucions privades, classes que continuà de forma particular durant la seva estada a Cantonigròs i reprengué després de la seva estada a Anglaterra. Francesc Candel fou un dels seus alumnes de català. A partir de 1951 començà la seva col·laboració amb la Institució Cultural de CICF, de la que arribà a ser director amb el nom d'Institució Cultural del CIC i amb la qual fou fundador de l'Escola Thau, on exercí com a director i professor. Posteriorment també col·laborà a l'Escola Betània.
També va ser fundador, l'any 1975, del Consell Català d'Ensenyament i posteriorment primer president de la Societat Catalana de Pedagogia, filial de l'Institut d'Estudis Catalans. Es va jubilar l'estiu de 1997.

### Altres activitats i distincions

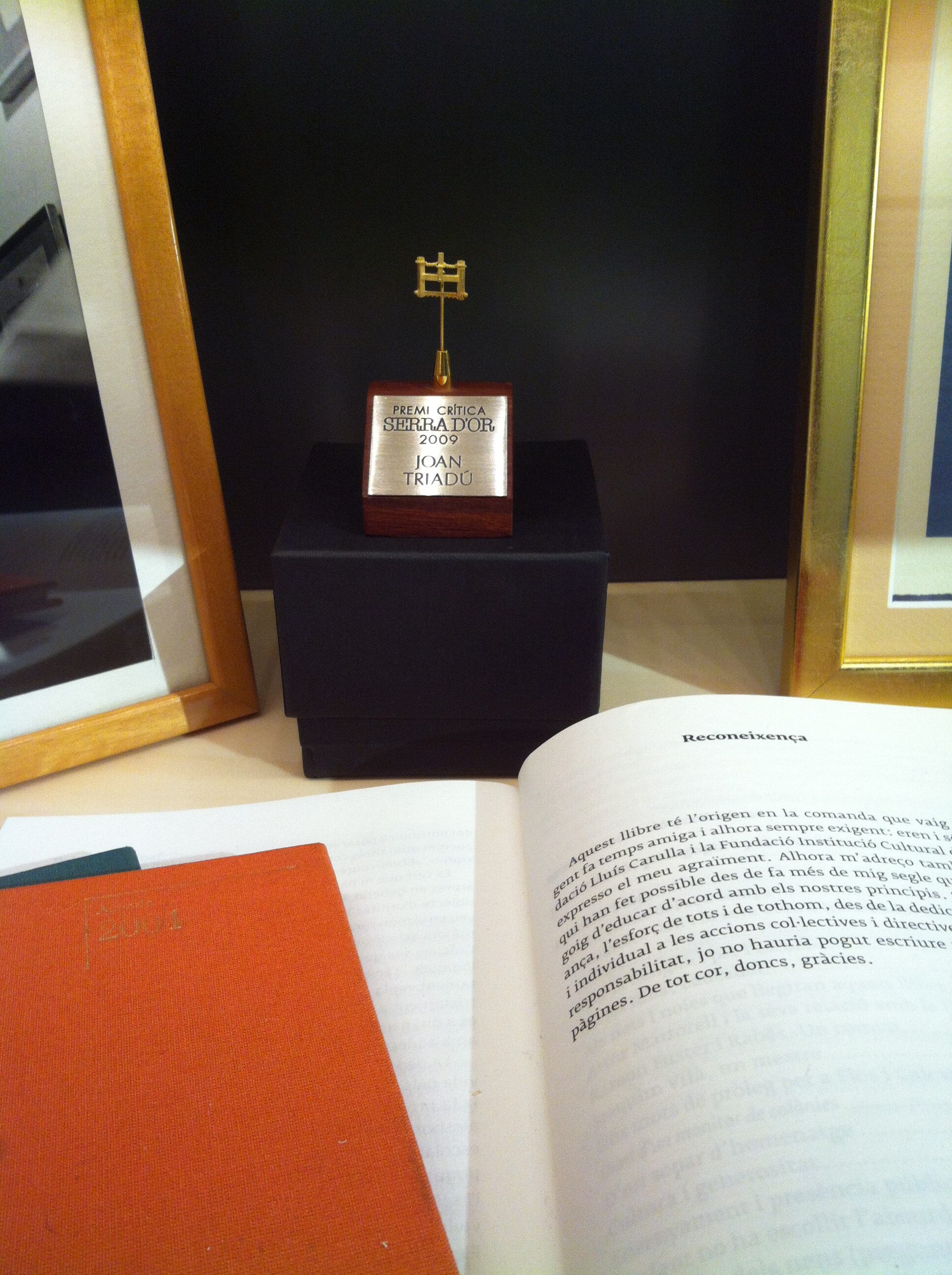
Premi Crítica Serra d'Or de biografies i memòries

Just acabada la Guerra Civil espanyola, col·laborà al Front Nacional de Catalunya (FNC) en la redacció d'articles al butlletí Per Catalunya. Durant tot el franquisme participà activament en la resistència cultural catalana contra la dictadura.
El 1981 rebé el primer premi Ramon Fuster, del Col·legi de Doctors i Llicenciats en Filosofia i Lletres i en Ciències de Catalunya, per la seva tasca pedagògica; l'any 1982 fou guardonat amb la Creu de Sant Jordi de la Generalitat de Catalunya; el 1987 el Gremi d'Editors li atorgà el premi Atlàntida, per la seva tasca com a crític literari; el 1992 obtingué el Premi d'Honor de les Lletres Catalanes; l'octubre de 1993 va ser l'Escriptor del Mes de la Institució de les Lletres Catalanes, el 1997 l'ajuntament de Barcelona li concedí la Medalla al Mèrit Científic; el 1998 se li concedí el doctorat Honoris Causa per la Universitat Ramon Llull; i el 2001 fou distingit amb la Medalla d'Or de la Generalitat de Catalunya. L'any 2009 el seu llibre de memòries Memòries d'un segle d'or guanya el Premi Crítica Serra d'Or de biografies i memòries.
Fou membre de l'Associació Internacional de Llengua i Literatura Catalanes (AILLC), del PEN Club, de l'Associació d'Escriptors en Llengua Catalana (AELC) i de l'Institut d'Estudis Catalans, així com del consell consultiu de la Plataforma per la Llengua.
Fou pare de Joaquim Triadú i Vila-Abadal, conseller del govern de la Generalitat en l'etapa de Jordi Pujol, i de Teresa Triadú i Vila-Abadal, durant molts anys directora de l'Escola Thau Sant Cugat. Va morir el 30 de setembre de 2010 a Barcelona. El seu funeral es realitzà a la parròquia barcelonina de Santa Teresa del Nen Jesús, amb el seu fèretre cobert per la bandera catalana i escoltat per mossos d'esquadra en uniforme de gala. Les seves restes reposen al cementiri de Cantonigròs.
El desembre de 2020 el govern de la Generalitat de Catalunya va anunciar que el 2021 seria l'Any Joan Triadú, per commemorar el centenari del seu naixement.
Un tren de Ferrocarrils de la Generalitat de Catalunya duu el seu nom. A més, l'estació de Provença va acollir una exposició sobre l'escriptor.

## Obra

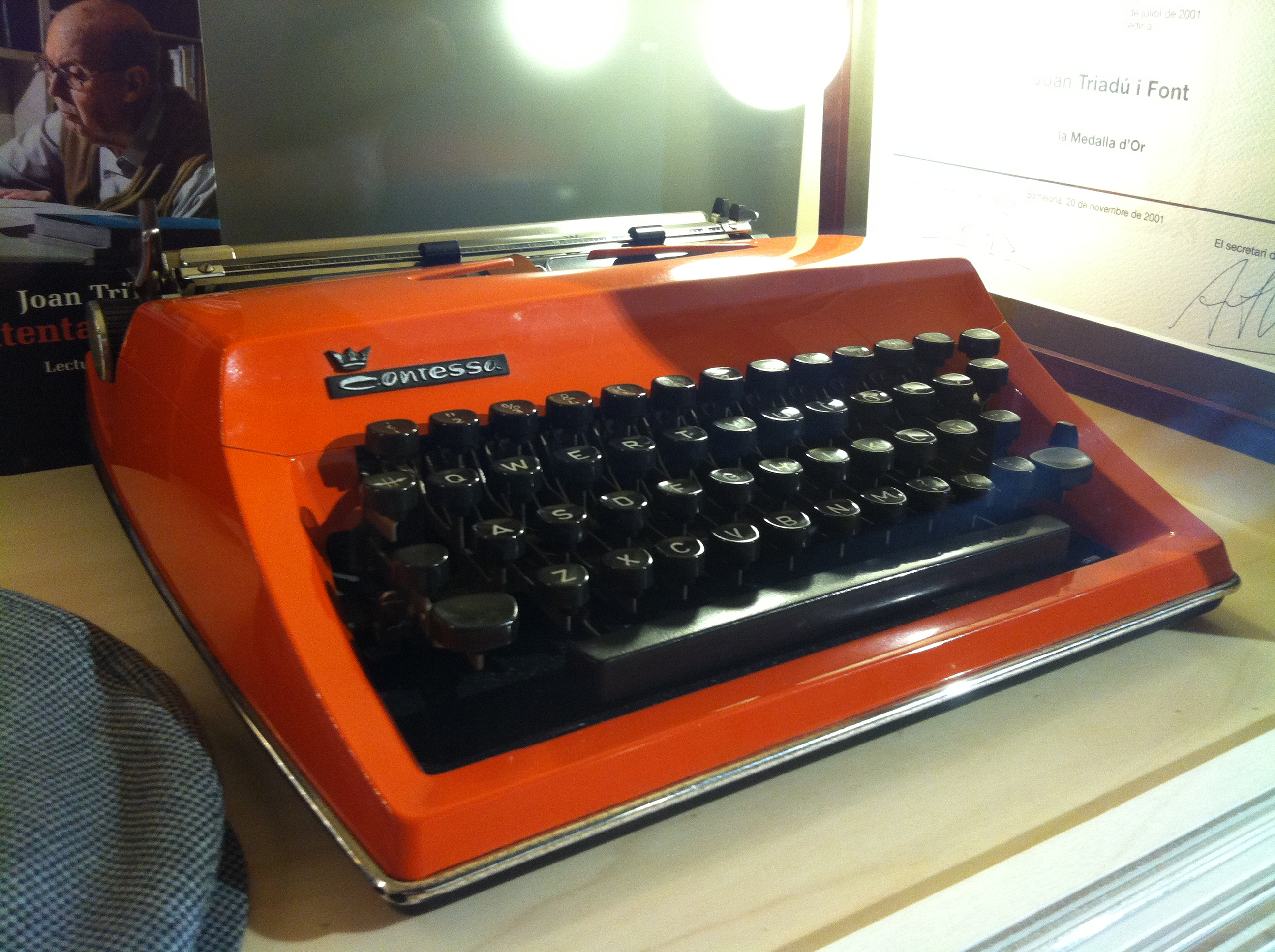
Màquina d'escriure de Joan Triadú

Interessat en la recuperació de la memòria històrica de la llengua i la literatura catalanes al llarg de la història, es va preocupar més per l'estudi literari que no pas per la producció pròpia.
Poesia
- 1948: Endimió. Barcelona: Ariadna

Prosa
- 1956: El Collsacabra. Itinerari espiritual. Barcelona: Els Cinquanta-cinc. (reedició Proa, 2001)

Antologies i assaigs
- 1951: Antologia de la poesia catalana 1900-1950. Barcelona: Selecta, 1951 (reedició de 1981 amb els poemes censurats el 1951)
- 1951: Antologia de contistes catalans. Barcelona: Selecta, 1950
- 1953: Panorama de la poesia catalana. Barcelona: Barcino
- 1953: Anthology of Catalan Lyric Poetry Oxford: Edited by Joan Gili (The Dolphin Book, Co. Ltd.)
- 1954: La poesia segons Carles Riba. Barcelona: Barcino
- 1954: Narcís Oller. Resum biogràfic. Barcelona: Barcino
- 1961: La literatura catalana i el poble. Barcelona: Selecta
- 1963: Llegir com viure. Barcelona: Fontanella
- 1964: Nova antologia de la poesia catalana 1900-1964 (de Maragall als nostres dies). Barcelona: Selecta
- 1967: Prudenci Bertrana per ell mateix. Barcelona: Ed. 62
- 1969: Lectures escollides. Barcelona: Barcino (3 vol.) 1962,1965, 1969
- 1973: Nova antologia de la poesia catalana (de Maragall als nostres dies). Barcelona: Selecta
- 1978: Una cultura sense llibertat. Barcelona: Proa
- 1982: La novel·la catalana de postguerra. Barcelona: Ed. 62
- 1985: La poesia catalana de postguerra. Barcelona: Ed. 62
- 1993: Per comprendre Carles Riba. Manresa: Parcir
- 1999: La ciutat dels llibres. Barcelona: Proa
- 2003: 100 poesies catalanes que cal conèixer. De Verdaguer a M. Mercè Marçal. Barcelona: Pòrtic
- 2009: Textos i pretextos de pedagogia 1938-2008. Vic: Eumo Editorial
- 2011: Atentament. Lectures crítiques. Barcelona: Proa

Epistolaris
- 2005: Epistolari Jordi Arbonès - Joan Triadú (1964-1997), a cura de Montserrat Bacardí i Susanna Álvarez. Quaderns. Revista de traducció 12, 2005, p. 85-113.[13]
- 2009: Estimat amic. Cartes-Textos (Pere Calders i Joan Triadú), a cura de Montserrat Bacardí i Susanna Àlvarez. Barcelona: Publicacions de l'Abadia de Montserrat, 2009.
- 2009: Epistolari Joan Coromines & Josep M. Batista i Roca, Joan Triadú, Albert Manent, a cura de Josep Ferrer. Pròleg de Carles Duarte. Barcelona: Edicions Curial, 2009.
- 2014: La maleta extraviada (Més cartes a Joan Triadú de Pere Calders), a cura de Montserrat Bacardí i Susanna Àlvarez. Barcelona: Publicacions de l'Abadia de Montserrat, 2014.
- 2015: Joan Triadú. Cartes a Carme Porta, edició i presentació a cura de Montserrat Bacardí i Susanna Àlvarez. Barcelona: Biblioteca del Núvol, 2015.
- 2022: Epistolari – Textos. Joan Triadú & Vicenç Riera Llorca, a cura de Josep Ferrer i Joan Pujadas. Barcelona: Publicacions de l'Abadia de Montserrat, 2022.

Memòries
- 2001: Dies de memòria 1938-1940: diari d'un mestre adolescent. Barcelona: Proa
- 2008: Memòries d'un segle d'or. Barcelona: Proa
- 2021: Memòries d'un segle d'or. Barcelona. Pòrtic.

Traduccions
- 1957: Odes. Olímpiques I-V, de Píndar. Barcelona: Fundació Bernat Metge
- 1958: Els sonets de Shakespeare. Barcelona: Els Cinquanta-cinc
- 1959: Odes. Olímpiques VI-XIV, de Píndar. Barcelona: Fundació Bernat Metge
- 1970: 40 sonets de Shakespeare. Barcelona: Aymà (nova edició, 1982; edició definitiva a Proa, 1993)

Llibres commemoratius de l'Any Joan Triadú
- La llengua de la llibertat. Aplec de textos i parlaments sobre llengua i cultura. Textos de Joan Triadú i Font seleccionats per Josep M. Figueres. Barcelona: Editorial Base, 2021
- Joan Triadú, en conversa. Quaranta-vuit entrevistes a l’intel·lectual i home d’acció. A cura de Susanna Àlvarez i Rodolés. Vic: Eumo Editorial, 2021
- Joan Triadú: triar amb criteri. 75 articles de crítica literària (1946-2010). A cura de Susanna Àlvarez i Rodolés i Joan Josep Isern. Barcelona: Generalitat de Catalunya. Departament de Cultura, 2022[14]

## Llegat

### Exposició

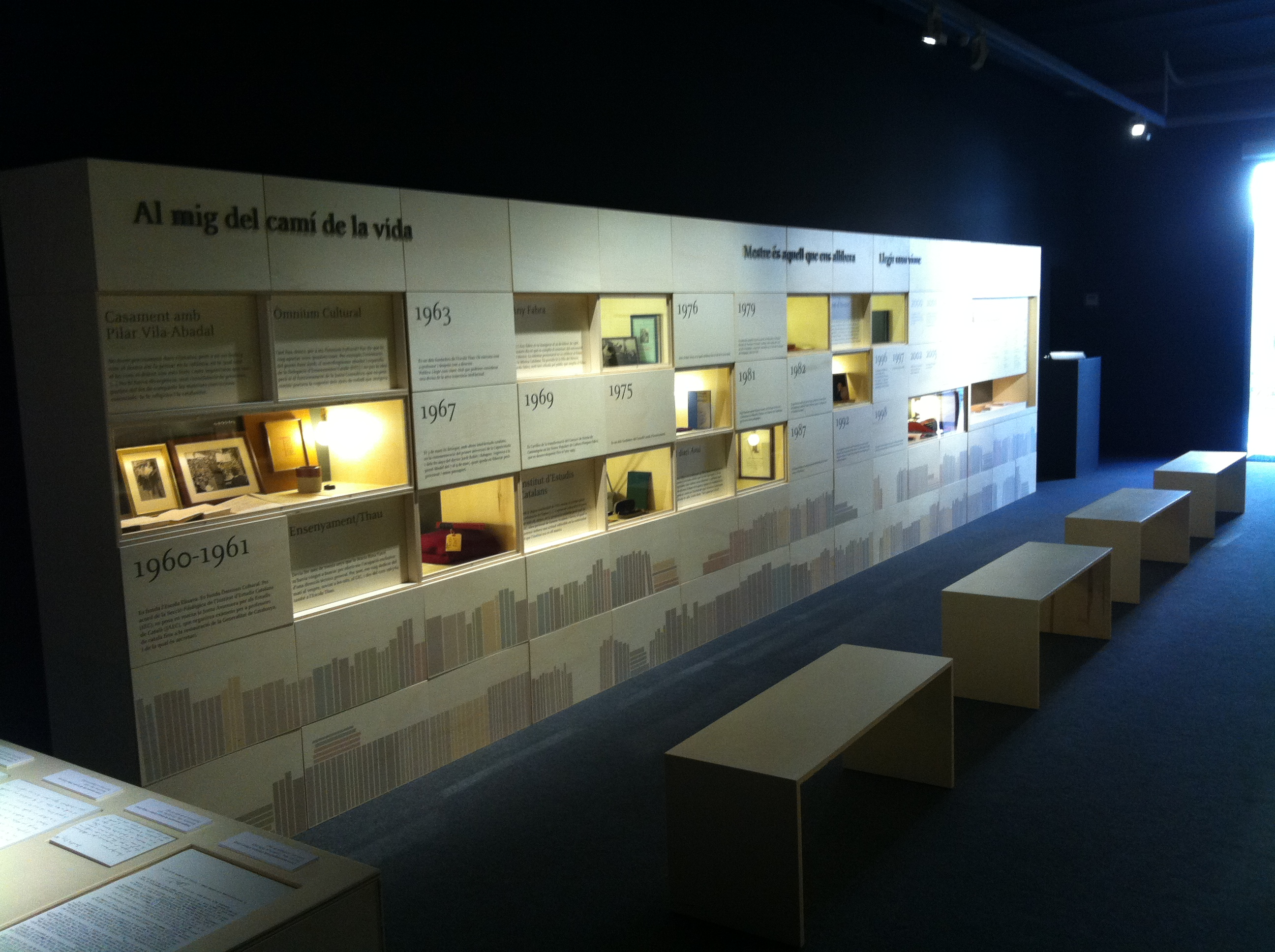
Exposició al Palau Robert.

El gener de 2013 es va inaugurar al Palau Robert de Barcelona una exposició commemorativa comissariada per Joan Josep Isern i Susanna Àlvarez. Es tracta d'un projecte de la Generalitat de Catalunya i de la Fundació Flos i Calcat, per recordar i alhora retre un homenatge al pedagog, escriptor i activista cultural amb una exposició itinerant. L'exposició porta per títol Llegir com viure. Homenatge a Joan Triadú. 1921-2010. La inauguració de l'exposició i la projecció de l'audiovisual sobre Joan Triadú va tenir lloc el dijous 17 de gener, a les 19 hores, amb la presència del conseller de la Presidència, Francesc Homs. També van ser presents, entre altres autoritats, el director general d'Atenció Ciutadana i Difusió, Ignasi Genovès; el president de la Fundació Flos i Calcat i fill de l'homenatjat, Joaquim Triadú, com també altres familiars i personalitats del món educatiu i literari.
La mostra es plantejà en primera persona, a partir de textos seleccionats de les Memòries d'un segle d'or, un text de Joan Triadú que combina el gènere biogràfic amb el memorialístic. El contingut de l'exposició es desenvolupà en aquests àmbits: Qui sóc i per què escric; Vinc del que en dic “de baix”; Tot s'ha de fer com si fos l'última vegada; Exigent en poesia; Al mig camí de la vida; Mestre és aquell que ens allibera, i Llegir com viure. La mostra aporta molta informació sobre la seva vida i presenta fragments de les seves obres, objectes personals, una selecció de cartes d'intel·lectuals com Carles Riba, Mercè Rodoreda, Baltasar Porcel…i un audiovisual en què Joan Triadú explica la seva trajectòria vital i professional. L'exposició tenia continuïtat al Jardí amb una selecció de textos de Joan Triadú que posaven de manifest la importància que donava a l'educació com a mitjà per canviar i millorar les persones.
L'exposició es va fer al Palau Robert de Barcelona i després es va mostrar també a la Biblioteca Joan Triadú (Vic); Casa de Cultura (Sant Cugat del Vallès); Museu de Granollers (Granollers), i Museu de la Vida Rural (l'Espluga de Francolí). En acabar el recorregut, la mostra va tenir una seu permanent a la Biblioteca Terra Baixa de Ribers de Freser (Edifici de l'Energia).

### Fons personal
El seu fons personal es conserva a l'Arxiu Nacional de Catalunya. El fons conté la documentació generada i rebuda per Joan Triadú i Font; fruit de la seva activitat creativa, aplega l'obra original (preferentment articles i dietaris); pel que fa a les seves activitats associatives, la documentació relativa a conferències, parlaments, cursos, presentacions de llibres, taules rodones i altres actes culturals, especialment literaris. El fons inclou dossiers temàtics sobre temes, activitats i entitats amb les quals el productor ha mantingut relació: quaderns de notes sobre lectures (1932-1938), sobre el concurs de poesia de Cantonigròs (1944-1968), sobre la polèmica a l'entorn de Josep Pla, sobre la Junta Assessora pels als Estudis de Català i la Junta Permanent de Català o la sol·licitud del Premi Nobel per a Salvador Espriu. Finalment, aplega una rica correspondència rebuda, amb personatges de primera línia cultural com ara Clementina Arderiu, Avel·lí Artís-Gener, Josep Maria Batista i Roca, Xavier Benguerel, Pere Calders, Salvador Espriu, Josep Vicenç Foix, Marià Manent, Miquel Martí i Pol, Francesc de Borja Moll o Mercè Rodoreda.

### Premis literaris infantils i juvenils Joan Triadú
Des del 1991, el Consell Comarcal del Ripollès, la seva comarca natal, homenatja la figura de Triadú amb un certamen literari escolar, els Premis literaris infantils i juvenils Joan Triadú. Premien tres obres de prosa i tres de poesia de cinc categories amb noms de muntanyes de la comarca: tercer i quart d'educació primària conformen la categoria Taga, cinquè i sisè donen lloc a la Balandrau, primer i segon d'ESO configuren la Bastiments i, així fins a arribar al cim més alt del Ripollès, el Puigmal, que es correspon a tercer i quart d'ESO i al batxillerat. Els participants del Centre d'educació especial Ramon Suriñach, s'engloben a la categoria Torreneules. Fins a l'any de la seva mort, Joan Triadú va assistir a l'acte de lliurament dels premis. Des del 2017, aquesta cerimònia ha pres més cos i ha donat lloc a la Gala literària del Ripollès que, amb un to solemne i modern, engloba recitals literaris i actuacions musicals. L'esdeveniment se celebra anualment pels voltants de la diada de Sant Jordi.

### Any Triadú
El desembre de 2020 el govern de la Generalitat de Catalunya va anunciar que el 2021 seria l’Any Joan Triadú, per commemorar el centenari del seu naixement. Per tal de coordinar les diverses iniciatives es va constituir un Grup Promotor del Centenari format per Teresa i Joaquim Triadú i Vila-Abadal, Carles Duarte, Susanna Àlvarez i Rodolés i Joan Josep Isern. Aquest darrer va ser el Comissari de l’Any. Entre gener de 2021 i juny de 2022 es varen programar 27 conferències, 4 taules rodones i 3 sessions acadèmiques sobre la vida i l’obra de Joan Triadú.
També es varen difondre tres exposicions: ‘...dins de classe soc feliç’, sobre la seva faceta de pedagog, que es va exhibir a 16 localitats; ‘Joan Triadú a la ciutat dels llibres, sobre la seva faceta de crític literari, que es va exhibir en 37 localitats; i ‘Joan Triadú: defensar la llengua, estimar el país, sobre la seva faceta d’activista cultural i cívic, exhibida en 2 localitats.
Es varen fer tres clubs de lectura virtual sobre els llibres Dies de memòria 1938-1940. Diari d’un mestre adolescent i Memòries d’un segle d’or. Va ser Personatge de l’Any a les escoles Thau i al CIC. Es varen publicar quatre nous llibres al voltant de la seva figura i es varen reeditar en paper i en format digital els seus dos llibres de memòries.
Des del Grup Promotor es va impulsar la producció de tres espectacles: el de Josep Pedrals inspirat en el llibre ‘100 poesies catalanes que cal conèixer’, del qual es varen fer 16 representacions; la lectura dramatitzada de ‘Dies de memòria 1938-1940. Diari d’un mestre adolescent’, a càrrec de la companyia Cos de Lletra, amb 6 representacions; i l’espectacle literari i musical ‘Llegir/Sentir TRI-A-DÚ’, a càrrec de David Paloma, Alba Comasòlivas i Lídia Vila, amb 19 representacions.
També es va encarregar al músic Ivan Joanals la composició d’una sardana d’homenatge que es va estrenar el dia del centenari del naixement, durant l’Aplec de Ribes de Freser.
Per Sant Jordi de 2021 es va assignar el nom ‘Joan Triadú’ a un tren de la línia del Vallès dels Ferrocarrils de la Generalitat de Catalunya i es va fer una lectura de textos al Parlament de Catalunya i al Departament de Cultura de la Generalitat. En la façana de la casa on va viure des del 1956 i fins a la seva mort, el 2010, es va col·locar una placa commemorativa.  
Durant el mes de juliol de 2021 el miniespai radiofònic de Catalunya Ràdio Postdates va emetre una selecció de quinze frases amb freqüència de quatre emissions diàries. El recull de premsa de l’Any Joan Triadú aplega un total de 110 articles, reportatges, entrevistes i referències diverses.
Es va produir el documental Les postals de Joan Triadú, dirigit per Josep Alcover, que va ser emès pel Canal 33 i del qual s'ha fet una versió subtitulada en anglès.
La celebració del centenari del naixement de Joan Triadú va aplegar iniciatives de molts particulars, entitats i institucions arreu del país. Són destacables la Fundació Flos i Calcat, Òmnium Cultural i la Institució de les Lletres Catalanes.